# Cal Paloses
Cal Paloses és una obra de Gaià (Bages) inclosa a l'Inventari del Patrimoni Arquitectònic de Catalunya.

## Descripció
Edifici civil. Masia orientada al sud-oest. Tipus II de la classificació de J. Danés. Edifici de tres plantes amb ampliacions posteriors = al costat dret de la façana i per la banda del darrere (any 1845). Poques finestres i petites. Material de construcció: pedra.

## Història
En el fogatge de 1553 hi surt Jaume Vila a "Mas Paloses". Sobre un finestral hi ha la data de construcció (1775) i sobre un altre la d'ampliació (1845).